# Maurice McLoughlin
Maurice Evans McLoughlin, ameriški tenisač, * 7. januar 1890, Carson City, Nevada, ZDA, † 10. december 1957, Hermosa Beach, Kalifornija, ZDA.  
Maurice McLoughlin je v posamični konkurenci dvakrat osvojil Nacionalno prvenstvo ZDA, v letih 1912 in 1913. Leta 1913 se je uvrstil tudi v finale Prvenstva Anglije, kjer ga je premagal Anthony Wilding. V konkurenci moških dvojic je s Tomom Bundyjem trikrat zapored osvojil Nacionalno prvenstvo ZDA, v letih 1912, 1913 in 1914. V letih 1909, 1911 in 1913 je bil član zmagovite ameriške reprezentance v tekmovanju International Lawn Tennis Challenge. Leta 1957 je bil sprejet v Mednarodni teniški hram slavnih.

## Finali Grand Slamov

### Posamično (3)

#### Zmage (2)
| Leto | Turnir                       | Nasprotnik v finalu     | Rezultat finala         |
| 1912 | Nacionalno prvenstvo ZDA     | Wallace F. Johnson      | 3–6, 2–6, 6–2, 6–4, 6–2 |
| 1913 | Nacionalno prvenstvo ZDA (2) | Richard Norris Williams | 6–4, 5–7, 6–3, 6–1      |

#### Porazi (1)
| Leto | Turnir            | Nasprotnik v finalu | Rezultat finala |
| 1913 | Prvenstvo Anglije | Anthony Wilding     | 6–8, 3–6, 8–10  |

### Moške dvojice (3)

#### Zmage (3)
| Leto | Turnir                       | Partner   | Nasprotnika v finalu            | Rezultat finala    |
| 1912 | Nacionalno prvenstvo ZDA     | Tom Bundy | Raymond Little Gustave Touchard | 3–6, 6–2, 6–1, 7–5 |
| 1913 | Nacionalno prvenstvo ZDA (2) | Tom Bundy | John Strachan Clarence Griffin  | 6–4, 7–5, 6–1      |
| 1914 | Nacionalno prvenstvo ZDA (3) | Tom Bundy | George Church Dean Mathey       | 6–4, 6–2, 6–4      |